# Hypereteone otati
Hypereteone otati är en ringmaskart som beskrevs av Wilson 1988. Hypereteone otati ingår i släktet Hypereteone och familjen Phyllodocidae. Inga underarter finns listade i Catalogue of Life.